# Difenzoquat
Le difenzoquat est un composé organique ionique de la famille des pyrazoles et utilisé comme produit phytosanitaire herbicide en agriculture.